# زكريا ميدلي
زكريا جوشوا هنري ميدلي (بالإنجليزية: Zech Medley)‏ لاعب كرة قدم محترف في الدوري الإنجليزي يلعب في مركز الدفاع مع نادي أوستنده.